# Кохаю твою дружину
«Кохаю твою дружину» — кінофільм режисера Джерімайя С. Чечик, що вийшов на екрани в 2013 році.

## Зміст
Це історія про письменника Лео, який змушений мити посуд, щоб звести кінці з кінцями. Крім цього його колишня дружина виставляє всі його численні недоліки на суд громадськості в своєму супер-знаменитому блозі «Чому ти мудак». Але тут Лео зустрічає Коллет - дівчину своєї мрії. Тепер він зробить все, щоб завоювати її і змусить весь світ зрозуміти, як все помилялися на його рахунок.

## Ролі
| Актор             | Роль |
| ----------------- | ---- |
| Райан Квантен     | -    |
| Сара Каннінг      | -    |
| Райан МакПартлін  | -    |
| Крістен Гаґер     | -    |
| Джеймс А. Вудс    | -    |
| Рауль Банеджа     | -    |
| Дженніфер Бекстер | -    |
| Вілл Сассо        | -    |
| Кетрін О'Хара     | -    |
| Марія Менунос     | -    |

## Знімальна група
- Режисер — Джерімайя С. Чечик
- Сценарист — Меган Мартін, Тім Сендлін
- Продюсер — Стефен Алікс, Ері Лантос, Роберт Лантош
- Композитор — Рейчел Портман